# Oligodon catenatus
Oligodon catenatus es una especie de serpiente del género Oligodon, familia Colubridae. También conocida como serpiente kukri de Assam. Fue descrita científicamente por Blyth en 1854.
Se distribuye por India, Birmania, Vietnam, Camboya, China y Tailandia. Mide aproximadamente 57 centímetros.